# Туризм на Аландских островах

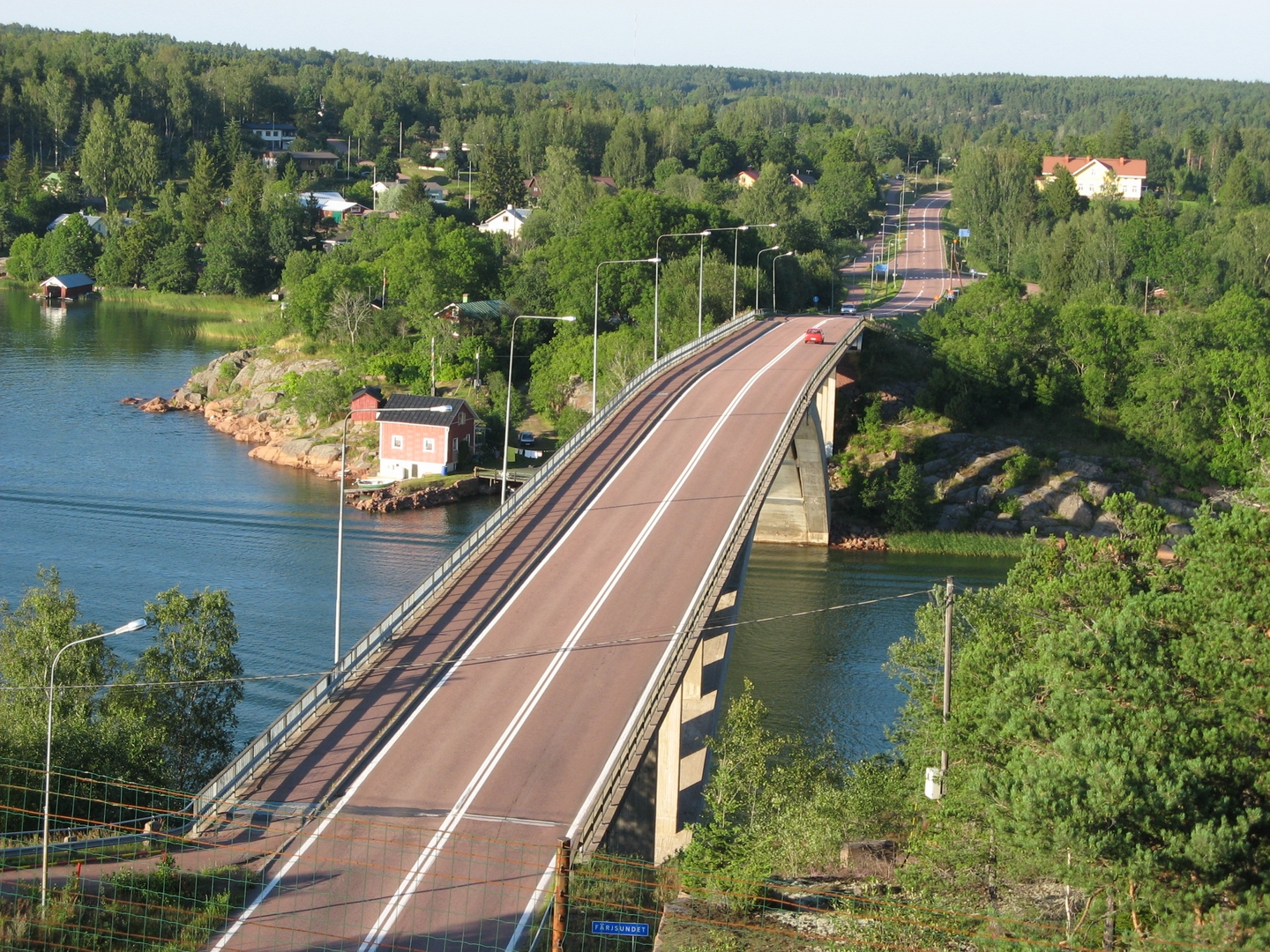
Один из мостов между островами

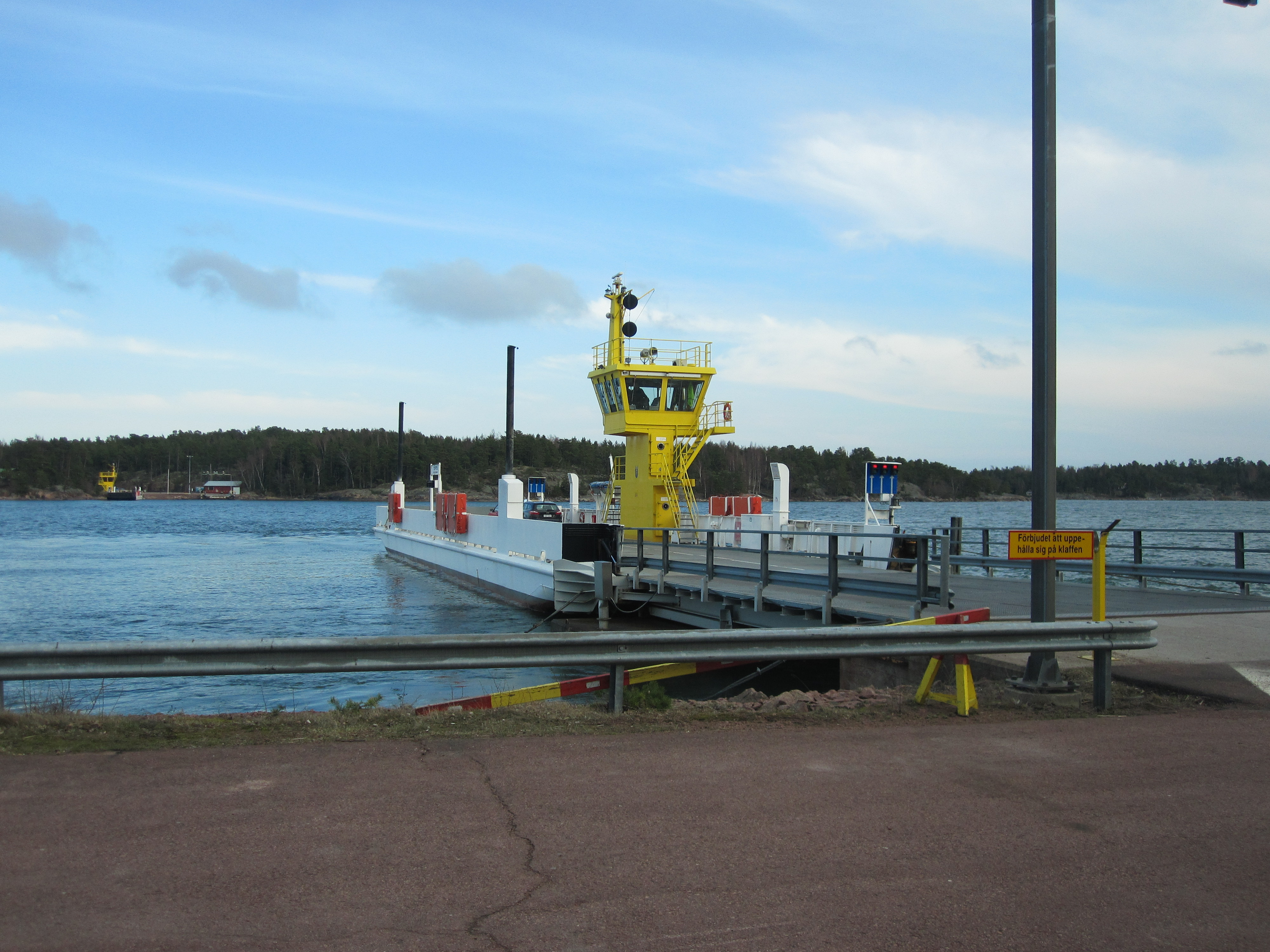
Локальные паромы между островами

Туризм на Аландских островах — один из элементов экономики Аландских островов.
Аландские острова посещает большое количество туристов из разных стран. Их поток значительно увеличивается в летнее время. Из Финляндии, Швеции и Эстонии на острова можно добраться на паромах, идущих из Турку, Хельсинки, Стокгольма и Таллина. Благодаря паромному сообщению у туристов есть возможность путешествовать по Аландским островам на велосипеде, мотоцикле или автомобиле. Кроме того до Аланских островов совершают рейсы самолёты местной авиакомпании Air Åland, доставляющей пассажиров из аэропортов Хельсинки, Турку и Стокгольма (время полета — один час). Аэропорт Мариехамна находится в пяти минутах езды от центра Мариехамна. Посещают острова ради рекреационных целей

## Статистика
Ежегодно архипелаг посещает около 2 млн человек (в большинстве своём из Финляндии и Швеции), но только ¼ из них задерживается на островах более одного дня. В 2009 году численность таковых составила 207 566 человек, что на 9,9 % больше, чем в 2008 году. 44,3 % из этого числа были туристы из Финляндии, 43,9 — из Швеции, а 11,9 % — из других стран. Средняя продолжительность пребывания — 2,1 ночей (среди финнов — 1,9 ночи, среди шведов и иностранцев — 3,2 ночи). 108 241 человек останавливались на архипелаге в гостиницах, 26 072 — в гостевых домах, 39 620 — частных коттеджах, а 39 620 — кемпингах.

## Инфраструктура
На архипелаге существует развитая сеть гостиниц, ресторанов и баров (из 2 тысяч зарегистрированных предприятий — 30 % занята в туристическом бизнесе). Популярна аренда летних коттеджей, игра в теннис или гольф. На островах проложено 912 км дорог и построено 30 мостов. Между островами курсируют восемь местных паромов, с помощью которых туристы без проблем передвигаются по всему архипелагу.